# Mets de Guaynabo
Mets de Guaynabo – żeński klub piłki siatkowej z Portoryko. Swoją siedzibę ma w Guaynabo. Został założony w 1970.

## Sukcesy
- Mistrzostwa Portoryko:
  -  1978, 1994, 1995
  -  2001, 2011

## Kadra 2011/12
Źródło:
- 2.  Kelly Murphy
- 4.  Marilitza Matos
- 6.  Kristy Jaeckel
- 7.  Sheila López
- 8.  Nayka Benitez
- 9.  Dulce María Téllez
- 10. Morgan Beck
- 11. Lorraine Morales
- 14. Lizzie Cintron
- 15. Ania Ruiz
- 16. Nomarie Esclusa
- 17. Linda Morales
- 18. Jenylee Martinez